# Red Bull Rampage
El Red Bull Rampage és una prova de ciclisme extrem. Una prova que aglutina especialistes en slopestyle, mags del descens i freeriders amants del terreny verge. Els esperen barrancs, canons i precipicis de pendents impossibles, esculpits en l'arenisca del desert prop de Virgin (Utah, EUA). En aquesta prova hi participen especialistes del mes al nivell.
Els competidors són jutjats per la seva elecció de línies més avall el curs, la seva capacitat tècnica i de la complexitat de trucs. Per a l'edició de 2008 elements de fusta s'han introduït. Aquest gran esdeveniment es realitza des del 2002 i fins a la data segueix en curs, és un dels esdeveniments més grans de Red Bull, es qualifiquen els corredors per millor línia, millors trucs i millor temps de descens.

## Guanyadors de Red Bull Rampage
En els últims anys han destacat en aquest esdeveniment riders prou hàbils com ara: Tyler Klassen (2002) Cedric Gràcia (2003) Kyle strait (2004) Brandon Semenuk (2008) Cameron Zink (2010) Kurt Sorge (2012) Kyle Strait (2013) Andreu Lacondeguy (2014).
| Posició | Rider              | Puntuació |
| ------- | ------------------ | --------- |
| 1       | Andreu Lacondeguy  | 95.25     |
| 2       | Cameron Zink       | 89.50     |
| 3       | Brandon Semenuk    | 89.25     |
| 4       | Kyle Strait        | 89        |
| 5       | Brett Rheeder      | 88.5      |
| 6       | Kyle Norbraten     | 82.75     |
| 7       | Jeff Herbertson    | 82.5      |
| 8       | Brendan Fairclough | 77.25     |
| 9       | Paul Basagoitia    | 76.5      |
| 10      | Mitch Chubey       | 76.25     |

2015
| Posició | Rider              | Puntuació |
| ------- | ------------------ | --------- |
| 1       | Kurt Sorge         | 96.5      |
| 2       | Andreu Lacondeguy  | 95.75     |
| 3       | Graham Agassiz     | 94.75     |
| 4       | Brandon Semenuk    | 94.25     |
| 5       | Thomas Genon       | 91.25     |
| 6       | Cam Zink           | 89.25     |
| 7       | Darren Berrecloth  | 87.00     |
| 8       | Brendan Fairclough | 85.50     |
| 9       | Sam Reynolds       | 83.75     |
| 10      | Remy Metailler     | 82.25     |